# Ų̌
Ų̌ (minuscule : ų̌), appelé U caron ogonek, est une lettre latine utilisée dans l’écriture du han et du tagish.
Il s’agit de la lettre U diacritée d’un caron et d’un ogonek.

## Usage informatique
Le U caron ogonek peut être représenté avec les caractères Unicode suivants : 
- précomposé et normalisé NFC (latin étendu A, diacritiques) :

| formes    | représentations | chaînes de caractères | points de code | descriptions                                       |
| --------- | --------------- | --------------------- | -------------- | -------------------------------------------------- |
| capitale  | Ų̌               | Ų◌̌                    | U+0172 U+030C  | lettre majuscule latine u ogonek diacritique caron |
| minuscule | ų̌               | ų◌̌                    | U+0173 U+030C  | lettre minuscule latine u ogonek diacritique caron |

- décomposé et normalisé NFD (latin de base, diacritiques) :

| formes    | représentations | chaînes de caractères | points de code       | descriptions                                                   |
| --------- | --------------- | --------------------- | -------------------- | -------------------------------------------------------------- |
| capitale  | Ų̌               | U◌̨◌̌                   | U+0055 U+0328 U+030C | lettre majuscule latine u diacritique ogonek diacritique caron |
| minuscule | ų̌               | u◌̨◌̌                   | U+0075 U+0328 U+030C | lettre minuscule latine u diacritique ogonek diacritique caron |